# بارانكابيرميخا
بارانكابيرميخا هي بلدية كولومبية تقع على ضفاف نهر ماجدالينا في الجزء الغربي من تقسيم سانتدير. هي مقر لمحطة تكرير النفط الأضخم في البلاد. تبعُد 114 كم عن بلدية بوكارامانغا. وهي عاصمة إقليم ماريس.
تأسست في 26 أبريل 1922. يحدها من الشمال بلدية بويرتو ويليث ومن الجنول بلديات بويرتو بارا وسيماكوتا وسان بيثنتي دي شوكوري، ومن الشرق بلدية سان بيثنتي دي شوكوري وخيرون ومن الغرب نهر ماجدالينا. يقدر عدد سكانها بـ 191,616 نسمة، وفق تعداد 2016، بكثافة 170/كم2 ومساحتها 1,154 كم2 وترتفع عن سطح البحر 75 متر.

## أعلام
- أندريس أمايا
- مارفن انقاريتا
- بابلو مونتويا
- سيرجيو هيريرا
- سيزار أرياس